# Edzná
Koordinaten: 19° 35′ 50″ N, 90° 13′ 45″ W

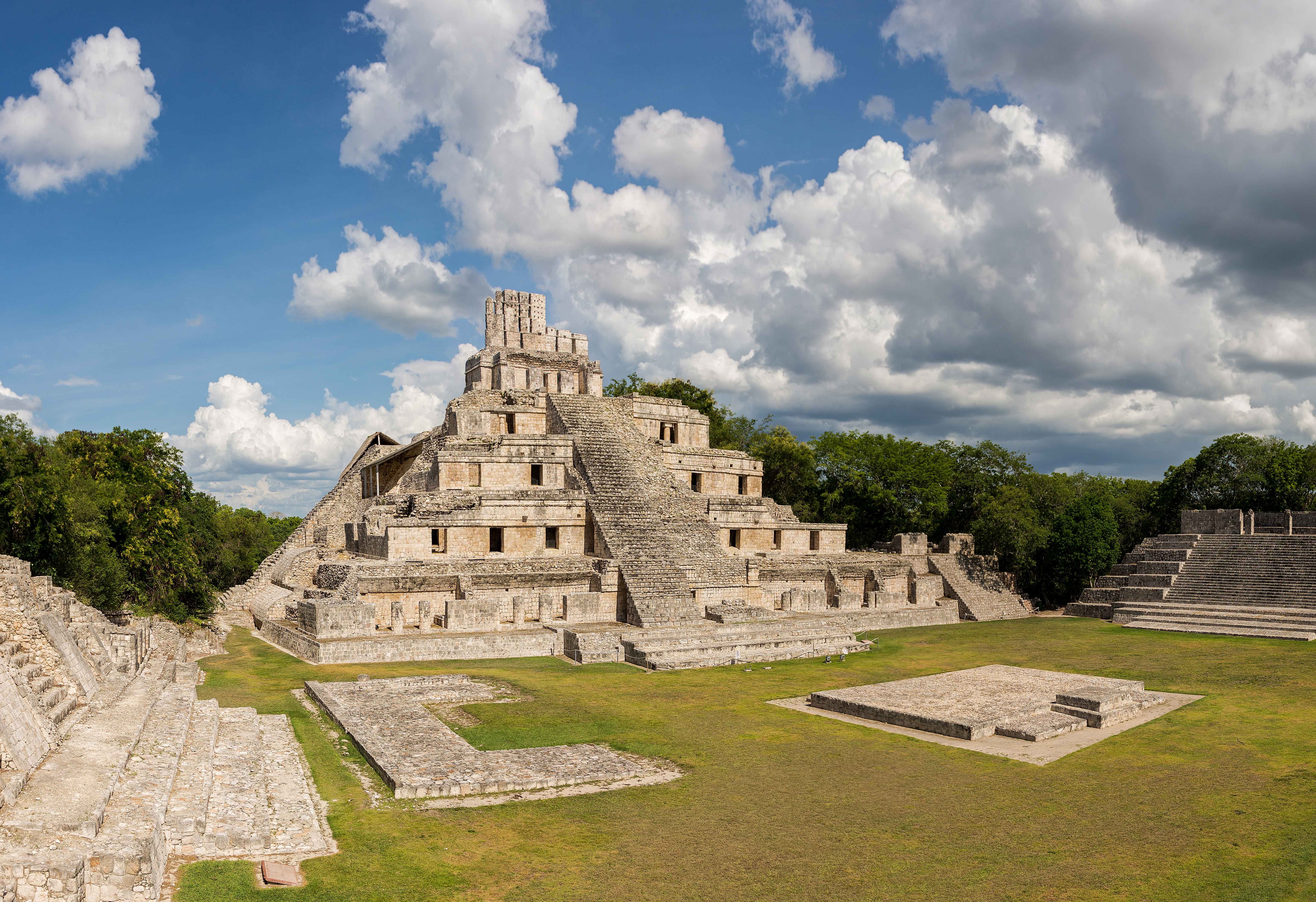
Akropolis von Edzná

Edzná, selten Etzná, ist eine archäologische Stätte der Maya im Edzná-Tal im Bundesstaat Campeche im Westen der Halbinsel Yucatán, Mexiko. Die hier entwickelte Technologie zur Ableitung von Regenwasser und die außergewöhnliche Fassade der sogenannten „Palastpyramide“ machen sie zu einer der interessantesten Mayastädte. In Edzná befinden sich auf einer Fläche von etwa 25 km² zahlreiche Tempel, Verwaltungsgebäude und Paläste. Die Architektur war von den Stilen Puuc, Petén und Chenes beeinflusst. Die schlichten Maya-Hütten der einfachen Bevölkerung lagen verstreut außerhalb des aus Stein erbauten Zeremonialzentrums.

## Lage
Edzná liegt etwa 55 km (Fahrtstrecke) in südöstlicher Richtung von der Stadt Campeche entfernt in einer Höhe von ca. 30 m ü. d. M.; die Stadt Mérida befindet sich ca. 195 km in nordöstlicher Richtung. Der nächstgelegene Flugplatz ist Campeche.

## Wassermanagement

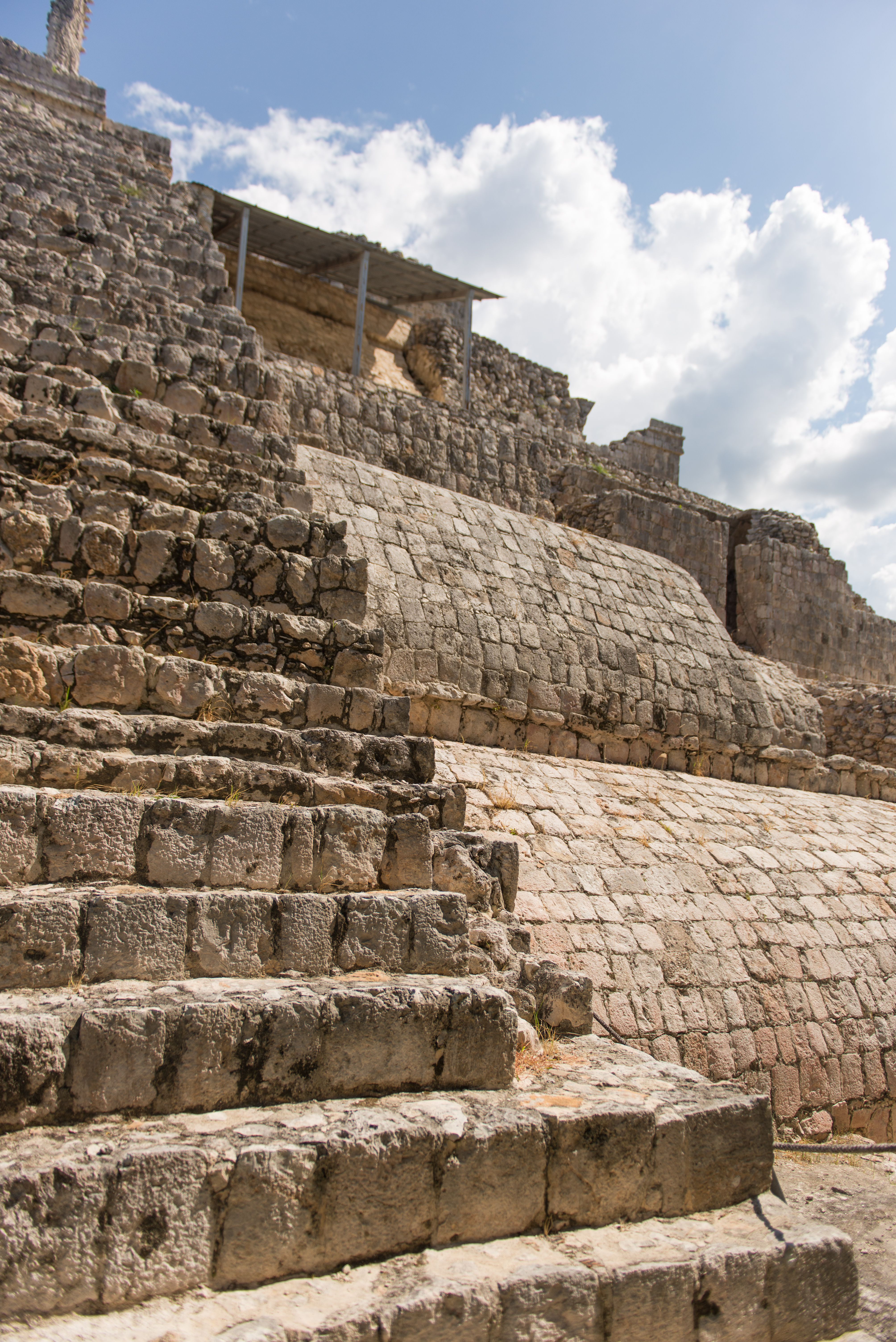
Wasserkaskaden an der Rückseite einer Pyramide

Bedingt durch den vorherrschenden lehmigen Bodentyp wird das Edzná-Tal nach Regenfällen häufig überschwemmt – dies kann wegen des regenreichen und feuchten Klimas das ganze Jahr über geschehen. Um diesem Übel abzuhelfen, entwickelten die dortigen Mayas ein fortschrittliches System von Bewässerungskanälen, die das Tal zu einer Lagune hin entwässerten. Diese Lagune wurde wiederum als Reservoir für die Bewässerungskanäle verwendet. Nicht nur, dass diese Kanäle für eine optimale Bodenfeuchtigkeit sorgten, sie wurden auch zur Fischzucht, als Verkehrswege und in einigen Fällen zur Verteidigung verwendet. Das Regenwasser wurde – wie vielerorts in Yukatán – auch in künstlichen Zisternen (chultúnes) gesammelt und als Trinkwasser verwendet.

## Ortsname
Der Name kommt von einem alten maya-yukatekischen Wort, das vielleicht eine Anspielung auf die Itzaes darstellt, ein Name, der mehreren aus dem Südosten Campeches stammenden Gruppen gegeben wurde. In diesem Fall hieße Edzná „Haus der Itzaes“. Eine andere mögliche Bedeutung wäre „Haus des Echos“, ein solches wurde zwischen den höchsten Gebäuden des Ortes schon gehört. Eine dritte Möglichkeit wäre „Haus der Grimassen“, nach einer Stuckmaske, die es auf der Spitze des höchsten Gebäudes gegeben haben soll.

## Geschichte
Die ersten Hinweise auf eine Besiedelung dieses Gebietes gehen bis 400 v. Chr. zurück, als sich eine Gesellschaft entwickelte, die Feldbau und in geringem Umfang auch Viehzucht (z. B. Truthühner) betrieb. In den folgenden Jahrhunderten konstituierte sich eine komplexe Gesellschaftsstruktur, die es ermöglichte, auch Monumentalbauten und Bewässerungskanäle zu errichtet.
In den ersten Jahrhunderten unserer Zeitrechnung entwickelte sich in Edzná ein zentralisiertes Regierungssystem, das sich durch die Beziehung der Herrschenden zu den Göttern legitimierte. In den Jahren zwischen 400 und 1000 unserer Zeitrechnung wurde die Stadt zu einem kulturellen Zentrum des westlichen Yucatán; die damalige Bevölkerungszahl wird auf ca. 70.000 geschätzt. Während der  Spätklassik gehörte Edzná zum Einflussgebiet Calakmuls. Das letzte übermittelte Datum der Langen Zählung stammt aus dem Jahr 810. Zwischen 1450 und 1500 wurde Edzná, das zu diesem Zeitpunkt im Einzugsgebiet der Cuchcabal Canpech und Chan Putun lag, aufgegeben.

## Hauptbauwerke

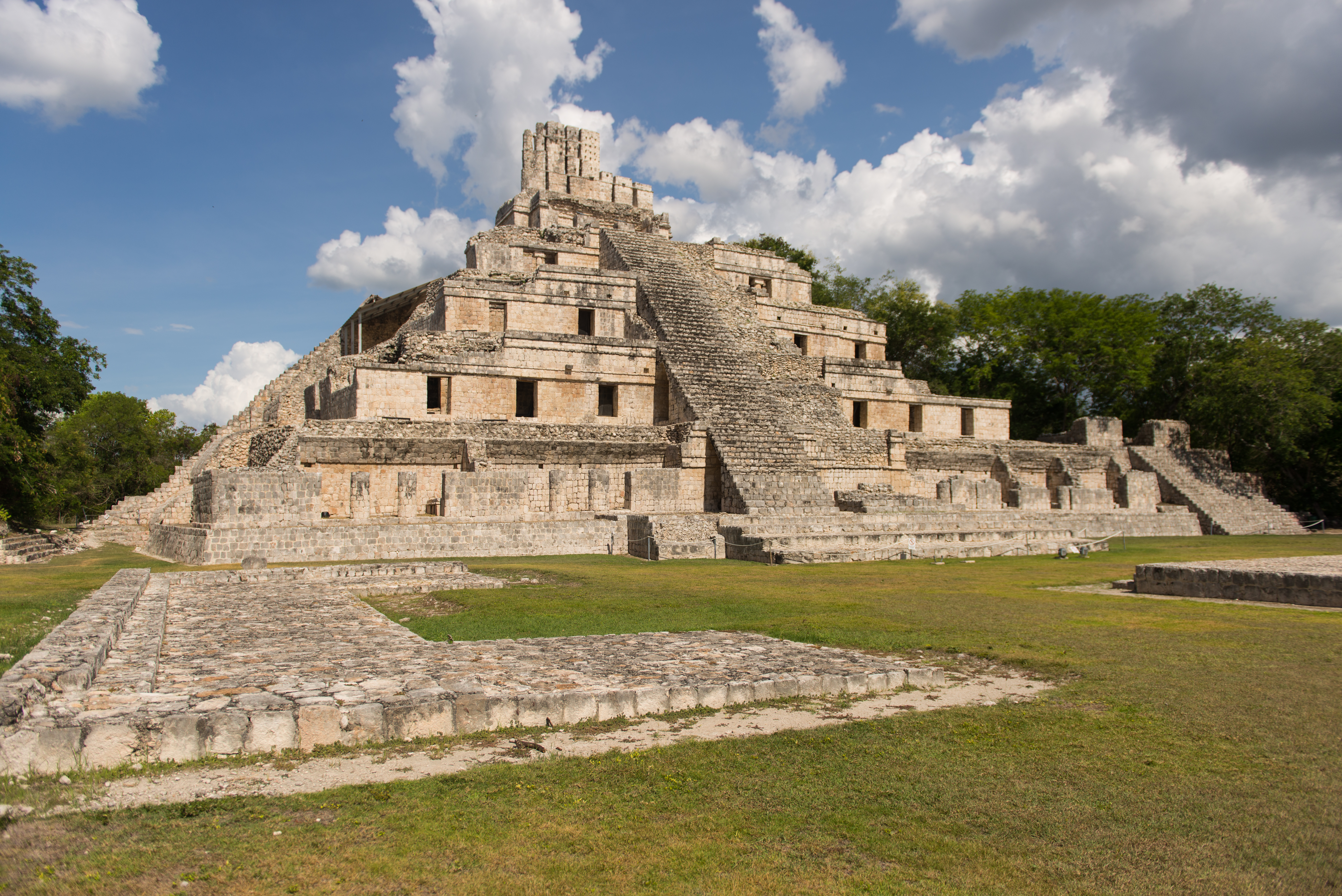
Der erhöht liegende Baukomplex der (Gran acrópolis) mit der fünfstöckigen 'Palastpyramide' (Edificio de los Cinco Pisos) im Hintergrund bildet den Mittelpunkt der Maya-Stadt.

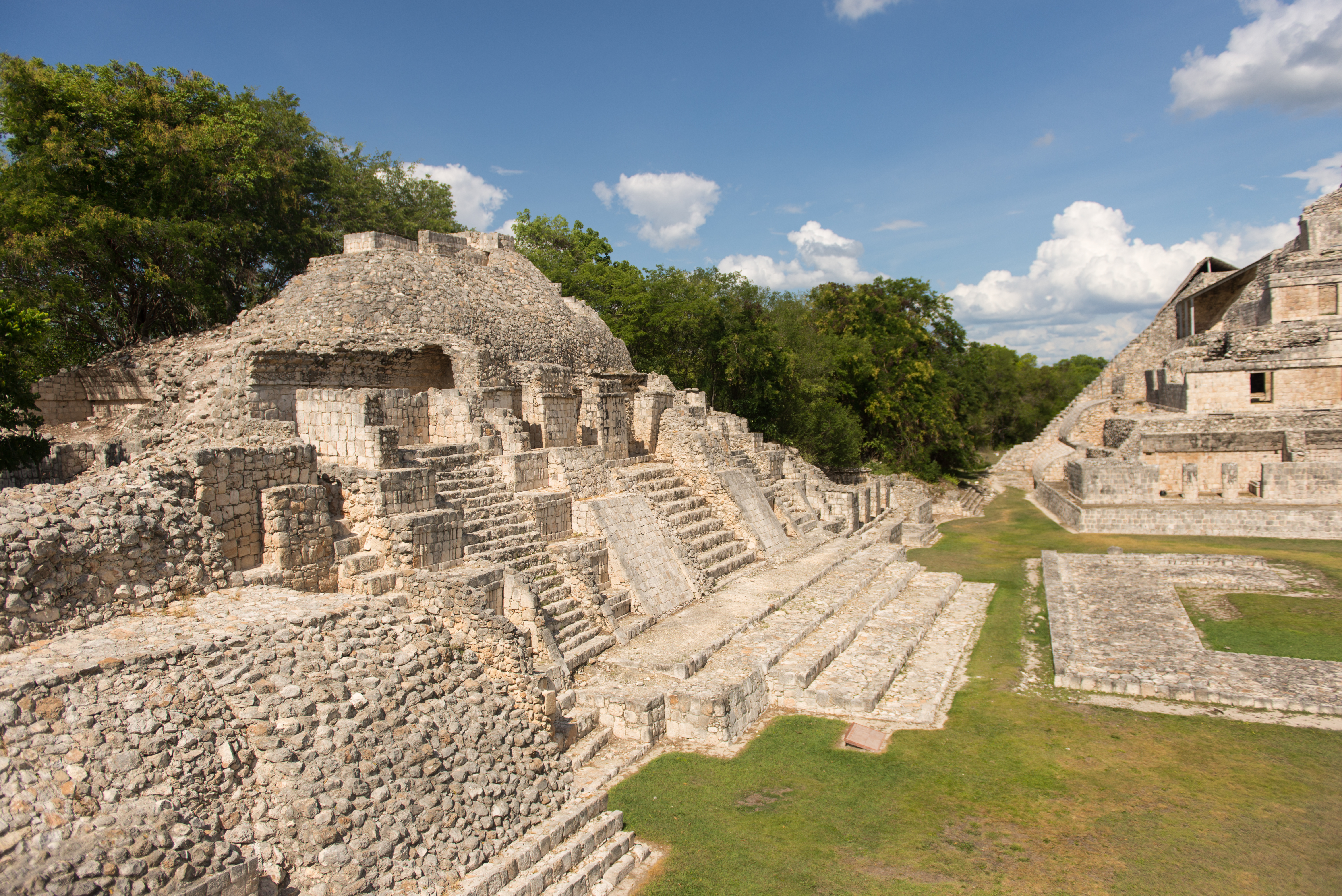
Plattform der Messer

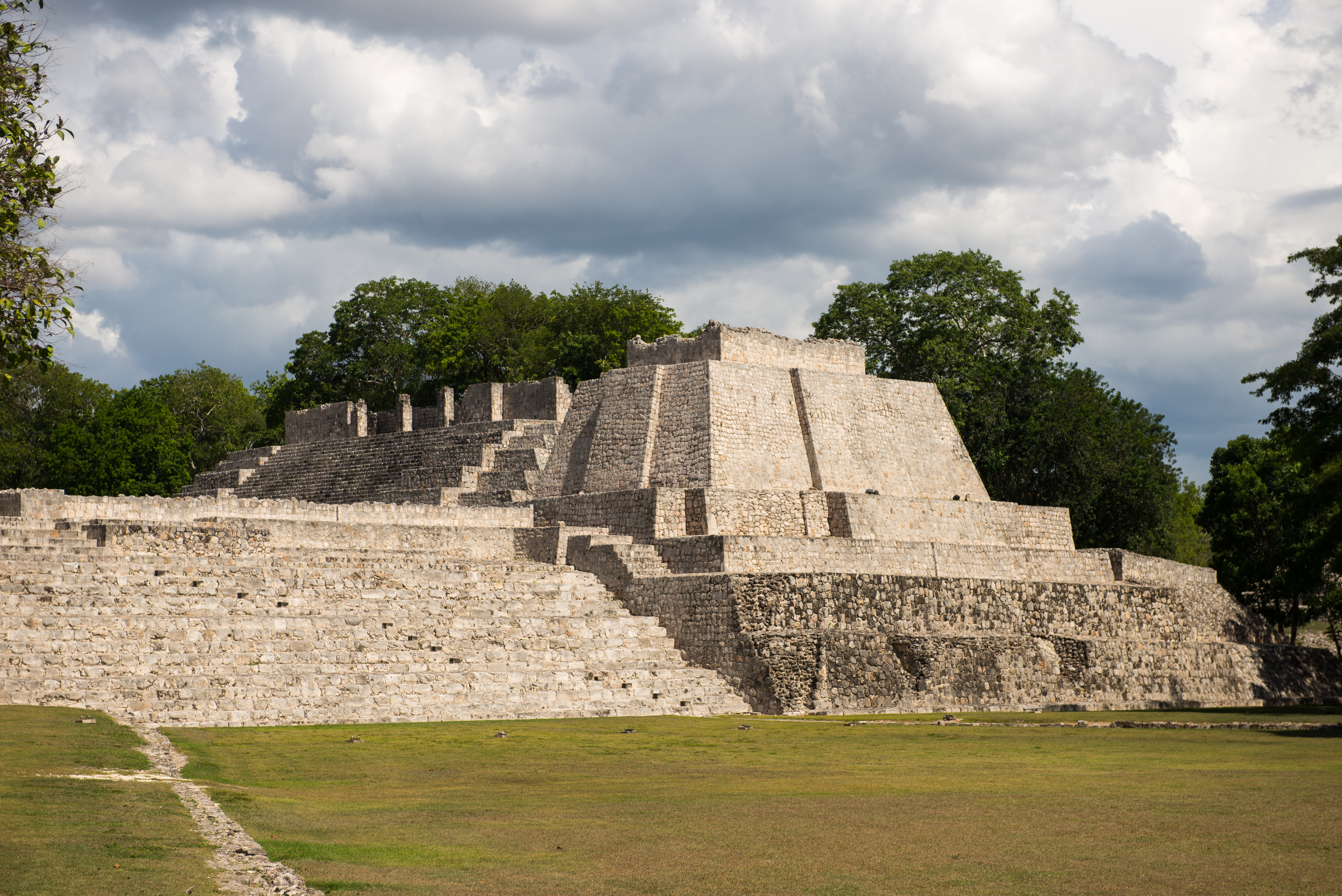
Das „große Haus“ mit seitlicher Freitreppe

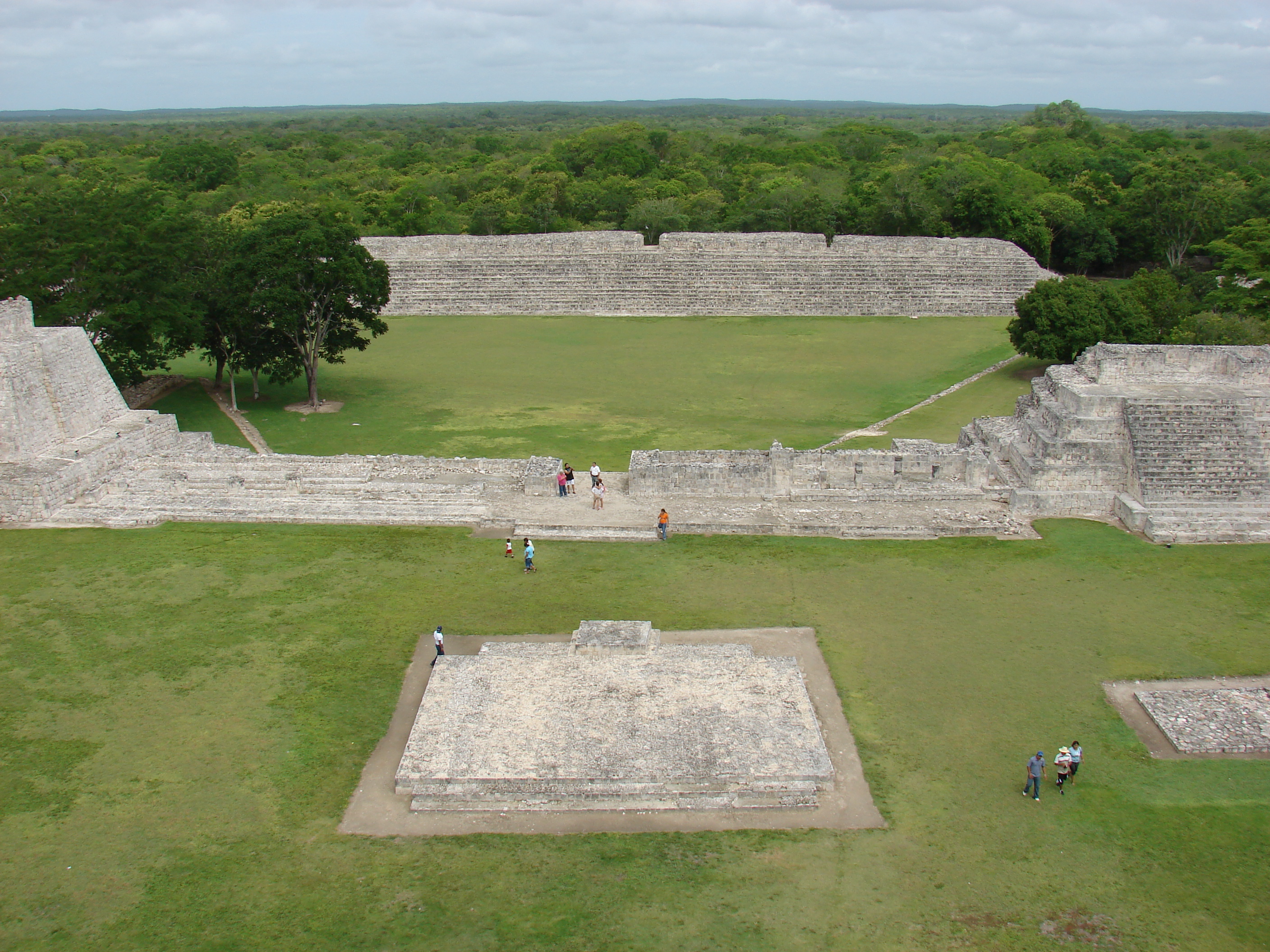
Blick über die Gran acrópolis vom Edificio de los Cinco Pisos aus

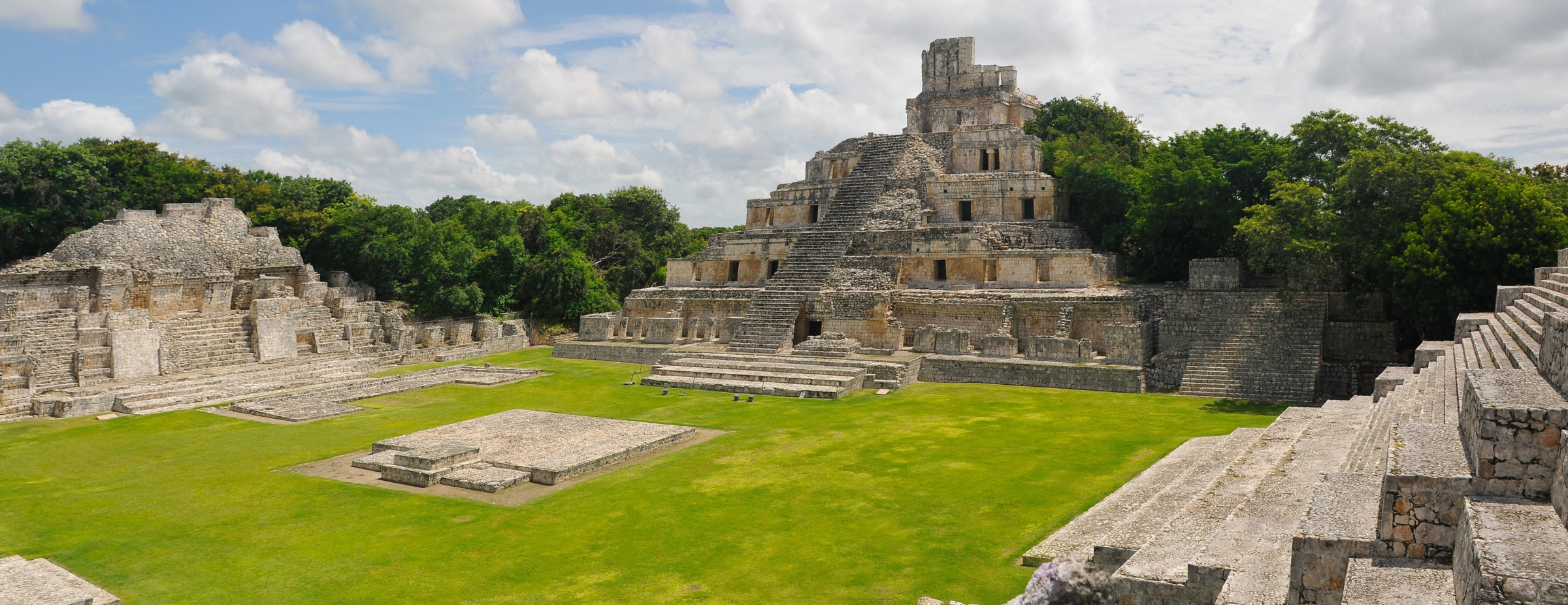
Blick über die Große Akropolis mit dem Edificio de los Cinco Pisos

- Die Plaza Principal (Hauptplatz) ist ein breiter rechteckiger Platz, auf dem sich die meisten Monumentalbauwerke befinden. Im Norden und Süden des Platzes schließen zwei aufgeschüttete und befestigte Straßen (sacbés) an. Die Bauwerke am Platz sind unter anderem die „Plattform der Messer“ (Plataforma de los cuchillos) und der „Hof der Botschafter“ (Patio de los embajadores), der im Westen von zwei Gebäuden mit je vier Säulen begrenzt wird, die auf den Zeitraum zwischen 1000 und 1200 zurückgehen.

- Die Nohochná („großes Haus“) genannte Struktur wurde wahrscheinlich für administrative Aufgaben verwendet, auch gab es hier wohl so etwas wie Zuschauerränge für wichtige Zeremonien auf der Plaza Principal. Diese Struktur hatte vier breite Galerien in ihrem oberen Teil, zu denen man über von groben Pilastern geformten Nischen Zugang hatte.
- Der Templo del Sur („Südtempel“) enthält fünf Baukörper mit hervortretenden Zierleisten. Deren Ecken laufen in ihrem unteren Teil mit einer breiten Böschung zusammen, über die sich der Tempel erhebt. Er wird in den Zeitraum zwischen 600 und 900 datiert.
- Der Ballspielplatz (juego de pelota) besteht aus zwei parallelen Strukturen, in deren oberen Teil sich Gebäude befanden, die möglicherweise der Lagerung von Geräten und Götterbildern dienten, die mit dem Ballspiel zu tun hatten.
- Am Templo de los mascarones („Tempel der Masken“) findet man zwei anthropomorphe Darstellungen des Sonnengottes mit zoomorphem Kopfschmuck. Er entspricht mit seinen schielenden Augen, abgeschliffenen Zähnen sowie seinem Nasen- und Ohrschmuck dem Schönheitsideal der damaligen Elite.
- Die Pequeña acrópolis („kleine Akropolis“) besteht aus einer Basis, die auf ca. 200 v. Chr. datiert wird. Darauf stehen vier Gebäude, die einen zentralen Hof bilden. Einige der ältesten Fundstücke Edznás stammen von hier: eine präklassische Stuckmaske, drei Stelen aus dem achten Baktún (d. h. zwischen 41 und 435 n. Chr.) und Keramik aus der Zeit zwischen 400 und 250 v. Chr.
- Die Gran acrópolis („große Akropolis“) ist ein weiter rechteckiger Platz, an dem sich einige monumentale Strukturen erheben, namentlich das „Haus der fünf Stockwerke“ (Edificio de los Cinco Pisos), bei dem sich, wie bei einer Pyramide, fünf jeweils deutlich zurückgestufte Baukörper stufenförmig über einer Basis erheben. In diesen Stockwerken befinden sich zahlreiche Räume mit Kragsteingewölben und im oberen Teil der eigentliche Tempel mit kreuzförmigem Grundriss, dessen einst mit Stuckfiguren geschmückter Dachkonstruktion noch teilweise erhalten ist. Die großen – teilweise doppelten – Türöffnungen in der Fassade des Bauwerks sind absolut ungewöhnlich; sie führten zu der Spekulation, ob das ganze Gebäude als Tempelpyramide und gleichzeitig als „Palastpyramide“ (vgl. auch die Nischenpyramide von El Tajín) gedient haben könnte. Auf dem Dach des Tempels erhebt sich ein hochaufragender mehrteiliger Zierkamm (crestería). Das Betreten des Edificio de los Cinco Pisos ist seit 2010 nicht mehr möglich.
- Der Templo del norte („Nordtempel“) bestand aus einer Basis mit einem breiten Stiegenaufgang. Das Heiligtum an der Spitze wurde im Lauf der Zeit mindestens vier Mal verändert. Vor dem Tempel befindet sich eine „C“-förmige Plattform, die zur jüngsten Siedlungsperiode Edznás (1200–1400 n. Chr.) gehört.
- Der Patio puuc genannte Platz wird von einigen Quadersteinen begrenzt, die länglich, rechteckig oder rund geformt sind. Im nördlich anschließenden Gebäude gibt es ebenfalls solche Steine mit großen Dreiecken und Kreisen als Markierungen. Daneben finden sich aus diesen Elementen zusammengesetzte Reliefs, die Chaac repräsentieren, sowie einige Daten des Mayakalenders. Gleich beim Eingang befand sich eine Art Dampfbad, das zur religiösen Reinigung diente.
- Das La vieja hechicera („alte Hexe“) genannte Hauptbauwerk Edznás ist ca. 800 m nordöstlich vom Edificio de los Cinco Pisos gelegen. Die Ecken der Gebäudebasis sind abgerundet und auf der östlichen Seite ist eine Freitreppe. Im oberen Teil des Gebäudes gab es ein kleines Heiligtum.